# 海棠依舊
《海棠依旧》是河北电影制片厂及北京金璇文化交流有限责任公司出品的电视剧，由陈力执导，孙维民等人共同主演。该剧根据周恩来的侄女周秉德的回忆录《我的伯父周恩来》一书改编而成，讲述了周恩来从北平和谈、中华人民共和国成立直至逝世的故事。2016年7月4日在CCTV-1首播。
2018年4月3日，本劇在第31届电视剧飞天奖暨第25届电视文艺“星光奖”颁奖典礼，获得重大革命历史题材优秀电视剧大奖。

## 演員表
注：无国旗者为中华人民共和国演员
- 孙维民，饰演周恩来
- 黄　薇，饰演邓颖超
- 吴海燕，饰演宋庆龄
- 刘之冰，饰演张治中
- 唐国强，饰演毛泽东
- 王伍福，饰演朱德
- 卢　奇，饰演邓小平
- 薛淑杰，饰演卓琳
- 马晓伟，饰演蒋介石
- 林津锋，饰演蒋经国
- 逯长恩，饰演彭德怀
- 李世玺，饰演叶剑英
- 万思维，饰演毛岸英
- 赵力强，饰演习仲勋
- 周旭奇，饰演李先念
- 吕一丁，饰演廖承志
- 郑玉，饰演吴阶平
- 袁霞，饰演何香凝
- 成国栋，饰演林伯渠
- 侯祥玲，饰演青年周恩来
- 张梦星，饰演吴努（缅甸总理）
- 于又川，饰演銮披汶·颂堪（ 泰國总理）
- 王振利，饰演苏加诺（ 印度尼西亞总统）
- 王广智，饰演西哈努克（ 柬埔寨国王）
- 田景山，饰演胡志明（ 越南国家主席）
- 法國 George Ricketts，饰演埃德加·富尔（ 法國前总理）
- 美国 Darrell Alexander，饰演理查德·尼克松（ 美国总统）
- Sevim Natalie，饰演帕特·尼克松（ 美国第一夫人）
- 美国 Scotty Robert，饰演亨利·基辛格（ 美国国务卿）

## 播映渠道
- CCTV-1：2016年7月4日首播
- 河北卫视：2016年7月16日首播